# 有木宗一郎
有木 宗一郎（ありき そういちろう、1929年3月24日 - ）は、日本の経済学者。

## 来歴
大連生まれ。1947年広島県福山市へ引き揚げ。1954年神戸大学経済学部卒、同助手、1972年『ソ連経済の研究』で一橋大学社会学博士。
下関商業短期大学助教授、1962年國學院大學経済学部助教授、教授、下関市立大学教授、1996年定年退官。

## 著書
- 『社会主義経済計画論』日本評論社 1965
- 『ソ連経済の研究 1917-1969年』三一書房 1972
- 『戦後日本経済の発展 歴史的背景,構造と展望』三嶺書房 1988
- 『革新の開発経済学』大学教育出版 2002

共著
- 『経済計画論』尾上悦三共著 世界書院 経済学叢書 1980

### 翻訳
- A.J.メレット, G.バンノック『経営と統計 経営計画・需要予測・市場調査』ダイヤモンド社 1964
- O.ランゲ『最適決定論 プログラミングの原理』岩田昌征共訳 合同出版 1970

## 参考
- 有木宗一郎先生略歴・業績目録 下関市立大学論集 1996-01
- 『戦後日本経済の発展』著書紹介